# Oppositions
Oppositions è stata una rivista semestrale che si occupava principalmente di teoria dell'architettura. Pubblicata dalla Institute for Architecture and Urban Studies (IAUS) dal 1973 al 1984, ha prodotto 26 numeri.  Negli anni ’70 era diventata un agente di trasformazioni radicali per la cultura architettonica statunitense e un punto di riferimento di un dibattito teorico sull’architettura e della sua internazionalizzazione.
La rivista era diretta da un comitato di redazione formato da Peter Eisenman, Mario Gandelsonas e Kenneth Frampton ai quali, in seguito si aggregarono gli storici Anthony Vidler e Kurt W. Forster.

## Storia
Nell’inverno del 1971 la rivista Casabella pubblicò un numero monografico (il numero doppio 359-360), interamente prodotto dall’Institute for Architecture and Urban Studies, dal titolo The City as an Artifact.
Il numero della rivista fu interamente prodotto da Kenneth Frampton che per l’occasione si era trasferito a Milano, per qualche tempo, per lavorare a contatto con la redazione della rivista.
Quel numero della rivista presentava, alla cultura architettonica italiana ed europea in generale, una sintesi dei temi di fondo che si discutevano all’interno dell’istituto newyorkese fondato nel 1967 da Peter Eisenman insieme a Arthur Drexler  e Colin Rowe. 
Infatti gli argomenti erano incentrati principalmente sull’ambiente urbano ed il ruolo dell’architettura nei processi della sua formazione, inoltre erano evidenziate le comuni premesse teoriche. Pertanto il numero monografico della rivista è stato di fatto un punto di passaggio determinante e chiarificatore per la storia intellettuale dell’IAUS e di conseguenza, può essere interpretato come un passaggio fondamentale verso la futura pubblicazione di Opposition.

## Redattori della rivista
I redattori di Oppositions sono stati Peter Eisenman (1-25), Kenneth Frampton (1-25), Mario Gandelsonas (1-26), Anthony Vidler (6-26) Kurt W. Forster (12-25) e Diana Agrest (26). 
Altri contributori: Stanford Anderson, Giorgio Ciucci, Stuart Cohen, Alan Colquhoun, Francesco Dal Co, Peter Eisenman, William Ellis, Kenneth Frampton, Giorgio Grassi, Fred Koetter, Rem Koolhaas, Léon Krier, Mary McLeod, Rafael Moneo, Joan Ockman, Martin Pawley, Aldo Rossi, Colin Rowe, Denise Scott Brown, Jorge Silvetti, Ignasi de Solà-Morales, Manfredo Tafuri, Bernard Tschumi e Hajime Yatsuka.
La veste grafica della rivista era stata progettata da Massimo Vignelli.